# Viktor Ponedelnik
Viktor Ponedelnik (rus: Виктор Владимирович Понедельник)  (Rostov del Don, 22 de maig de 1937 - Moscou, 5 de desembre de 2020) fou un futbolista rus de les dècades de 1950 i 1960.
Fou 29 cops internacional amb la selecció soviètica amb la qual participà en la Copa del Món de Futbol de 1962.
Pel que fa a clubs, defensà els colors de Torpedo/Rostselmash, FC SKA Rostov-on-Don, PFC CSKA Moscou i FC Spartak Moscou.